# Marioniscus hachijoensis
Marioniscus hachijoensis là một loài chân đều trong họ Scyphacidae. Loài này được Nunomura miêu tả khoa học năm 1999.